# Meiswinkel

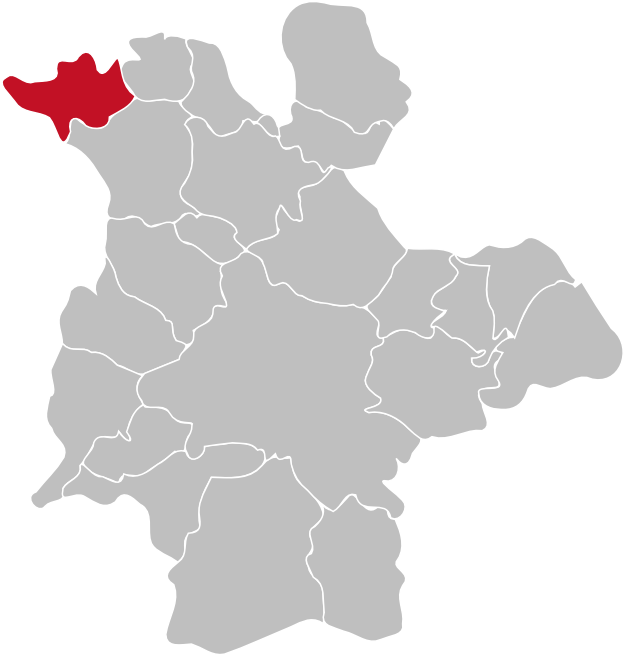
Os bairros da cidade de Siegen e a localização de Meiswinkel (em vermelho)

Meiswinkel é um bairro (Stadtteil) da cidade de Siegen, na Alemanha.
O mais antigo documento a mencionar Meiswinkel - então uma aldeia independente - data de 1423. Até 1° de janeiro de 1969, Meiswinkel era um município independente que pertencia à associação de municípios (Amt) de Freudenberg. Com a reforma territorial válida a partir desta data, a localidade foi incorporada à cidade de Hüttental, a qual, por sua vez, com a reforma territorial de 1° de janeiro de 1975, foi incorporada à cidade de Siegen.
O bairro encontra-se no distrito municipal (Stadtbezirk) I (Geisweid) da cidade de Siegen e faz fronteira com as seguintes localidades: a sudeste, com o bairro de Langenholdinghausen; a leste, com o bairro de Buchen; a sudoeste, com a cidade de Freudenberg; a oeste, com o município de Wenden. Meiswinkel contava com uma população de apenas 641 habitantes em 31 de dezembro de 2015.